# پالوما بائسا
پالوما بائسا (اسپانیایی: Paloma Baeza‎؛ زادهٔ ۱ مهٔ ۱۹۷۵) یک هنرپیشه و کارگردان انگلیسی مکزیکی‌تبار است.
از فیلم‌ها یا مجموعه‌های تلویزیونی که وی در آن نقش داشته است، می‌توان به یوسف، آفتاب، کودکی در دربار شاه آرتور، ادیسه، آنا کارنینا، راه و رسم زندگی ما و قلب سرکش اشاره کرد.

## زندگی
بائسا در دوران کودکی اش در مکزیک زندگی می‌کرد. پدر مکزیکی او و مادر انگلیسی اش، نوازندگان هیپی بودند. در سال ۱۹۷۵، زمانی که بائسا پنج ساله بود، پدر و مادرش در لندن ازدواج کردند و به مکزیکوسیتی رفتند. آن‌ها نه سال بعد از هم جدا شدند.
او در سال ۱۹۸۵ با مادرش به انگلستان بازگشت. او شروع به رفتن به کلاس‌های بازیگری کرد و طولی نکشید که در تولیدات تلویزیونی بریتانیا و تئاترهای لندن ظاهر شد. او همچنین در دانشگاه بریستول در رشته هنرهای نمایشی و انگلیسی تحصیل کرده است. بائسا پس از آن آغاز به کارگردانی دو فیلم نمود: نگهبانان (فیلم کوتاه محصول سال ۲۰۰۶) و پنجره (فیلم تلویزیونی محصول سال ۲۰۰۱). او نگهبانان را با همکاری کیلین مورفی نوشت که از ستارگان فیلم نیز بود.

## زندگی شخصی
او همسر فیلمنامه‌نویس، رمان‌نویس و کارگردان اهل انگلستان، الکس گارلند است؛ آنها دو فرزند دارند.